# إدوارد إل. براون (سياسي)
إدوارد إل. براون هو سياسي كندي، ولد في 7 سبتمبر 1805، وتوفي في 9 فبراير 1876. انتخب عضو مجلس نواب نوفا سكوتيا.